# Macrocarpaea pringleana
Macrocarpaea pringleana är en gentianaväxtart som beskrevs av Jason Randall Grant. Macrocarpaea pringleana ingår i släktet Macrocarpaea och familjen gentianaväxter. Inga underarter finns listade i Catalogue of Life.